# Газова зйомка
Газова зйомка (рос. газовая съемка, англ. gas measuring, нім. Gasaufnahme f) — метод встановлення наявності та розподілу газів.
1) У гірничій справі газова зйомка служить для виявлення джерел газовиділення у виробках, встановлення їхніх масштабів і розподілу газу в просторі та в часі.
2) У геології газова зйомка — це геохімічний метод пошуків нафтових, газових і рудних родовищ, який базується на підвищеному вмісту вуглеводневих і інших характерних газів в підпідошвових шарах та гірничих виробках району родовища. При газовій зйомці обробляють проби підґрунтового повітря, гірських порід, підземних вод. Пошуковою ознакою при газовій зйомці є аномальні концентрації газів у порівнянні з фоновими. При пошуках родовищ нафти і газу визначають вміст вуглеводневих газів, при пошуках родовищ твердих і геологічному картуванні — вуглекислого газу, сірчистих газів, водню, радону, гелію, аргону, кисню і парів ртуті. Газова зйомка може бути використана також для прогнозу землетрусів. У результаті обробки й аналізу проб розробляють геохімічні карти, розрізи, діаграми і виявляють геохімічні аномалії.